# Jan Sawicki (polityk)
Jan Kazimierz Sawicki (ur. 29 listopada 1931 w Suwałkach, zm. 18 stycznia 2017 tamże) – polski technik mechanik i działacz socjalistyczny, poseł na Sejm PRL V i VI kadencji.

## Życiorys
Syn Antoniego i Marianny. W 1950 ukończył technikum mechaniczne i został pomocnikiem maszynisty w Polskich Kolejach Państwowych, a w 1953 został maszynistą parowozu w parowozowni PKP w Suwałkach.
W latach 1944–1950 był członkiem Związku Harcerstwa Polskiego, od 1948 Związku Młodzieży Polskiej, a od 1957 do 1967 Związku Młodzieży Socjalistycznej. W 1954 wstąpił do Polskiej Zjednoczonej Partii Robotniczej, gdzie był sekretarzem podstawowej organizacji partyjnej i Komitetu Zakładowego, a także zasiadał w plenum Komitetów: Miejskiego, Powiatowego i Wojewódzkiego.
Przez wiele lat pełnił funkcje przewodniczącego Rady Zakładowej oraz ławnika sądu powiatowego i wojewódzkiego. W latach 1956–1972 pełnił szereg funkcji w organizacjach sportowych. W 1969 i 1972 uzyskiwał mandat posła na Sejm PRL w okręgach Ełk i Augustów. Przez dwie kadencje zasiadał w Komisji Komunikacji i Łączności, w której w trakcie VI kadencji pełnił funkcję zastępcy przewodniczącego. Tej kadencji ponadto zasiadał w Komisji Planu Gospodarczego, Budżetu i Finansów oraz w Komisji Spraw Wewnętrznych i Wymiaru Sprawiedliwości.

## Odznaczenia
- Srebrny Krzyż Zasługi
- Brązowy Krzyż Zasługi